# 나와프 알아흐마드 알자베르 알사바
나와프 알아흐마드 알자베르 알사바(아랍어: هيثم بن طارق آل سعيد Nawāf al-ʾAḥmad al-Jābir aṣ-Ṣabāḥ, 문화어: 나와프 알아흐마드 알자베르 알사바흐, 1937년 6월 25일~2023년 12월 16일)는 쿠웨이트의 제16대 군주이다. 2020년부터 2023년까지 재위하였다.

## 생애
나와프 알아흐마드 알자베르 알사바는 1937년 6월 25일에 쿠웨이트시티에서 태어났다. 쿠웨이트의 제10대 에미르인 아흐마드 알자베르 알사바의 아들이다. 술라이만 알자셈 알가님의 딸인 샤리파 술라이만 알자셈 알가님과 결혼해 아들 네 명과 딸 한 명을 두었다.
25살 때인 1962년 2월 21일에 하왈리주의 주지사로 임명받아 1978년 3월 19일까지 재직했다. 1978년 3월부터 1988년 1월까지 내무부 장관을 지냈고, 1988년에는 국방부 장관을 지냈으며 걸프 전쟁 이후 사회노동부 장관을 지냈다.
1994년 10월 16일에 쿠웨이트 국민위병 부사령관으로 임명됐다. 나와프는 2003년 7월 13일에 에미르의 칙령에 따라 내무부 장관과 제1부총리에 임명됐다. 나와프는 페르시아만 지역에서 안정과 방위를 유지하는 데 기여했고 걸프 협력 회의 회원국들의 공통 위협에 대비하는 회원국 내무부 장관 회의에서 적극 활동했다.
2006년 1월 29일에 사바 아흐마드 알자비르 알사바가 에미르가 된 뒤 2월 7일에 칙령을 내리고 나와프를 왕세제로 임명했다. 이는 에미르와 왕세제 자리를 알자베르가와 알살렘가가 번갈아가며 맡았던 알사바 왕조의 전통과는 다른 결정이었다.
2020년 9월 29일 사바 아흐마드 알자비르 알사바가 사망하자 9월 30일 나와프가 에미르의 자리에 올랐다.

## 상훈
- 스페인
  -  스페인 국민훈장 대십자 기사(2008년 5월 23일)
- 아르헨티나
  -  해방자 산마르틴 장군 훈장 대십자 기사(2011년 8월 1일)

## 같이 보기
- 파하드 알아흐메드 알자베르 알사바흐